# Нижньогірська
Нижньогі́рська (до 1952 року — Сейтлер, крим. Seyitler) — проміжна залізнична станція Кримської дирекції Придніпровської залізниці на неелектрифікованій лінії Джанкой — Владиславівка між станціями Азовська (20 км) та Краснофлотська (20 км). Розташована в селищі Нижньогірський Білогірського району Автономної Республіки Крим.

## Пасажирське сполучення
На станції Нижньогірська зупиняються приміські поїзди за напрямком Армянськ — Джанкой — Феодосія / Керч та прискорений приміський поїзд Сімферополь — Феодосія.

## Галерея

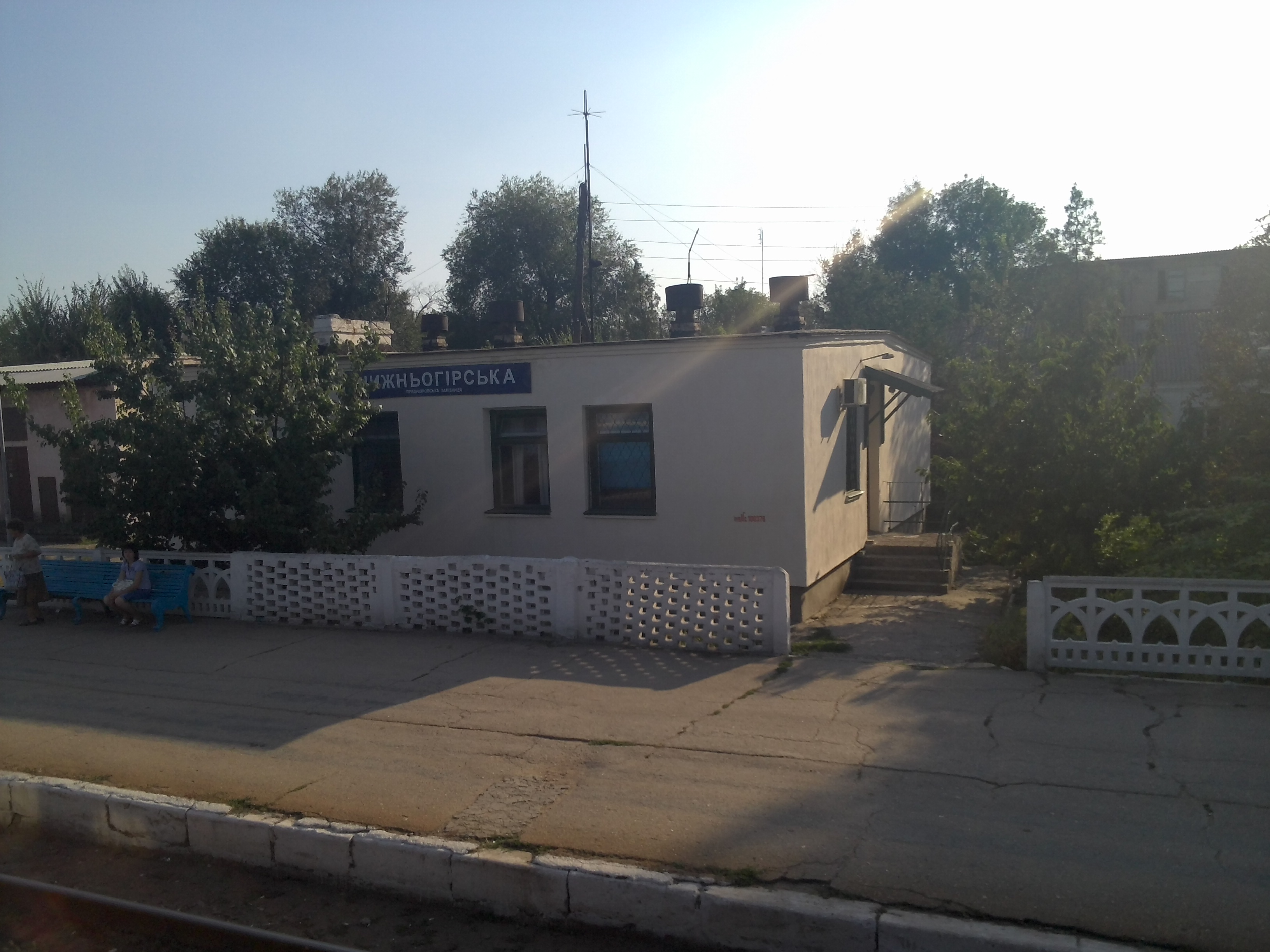
Станційна будівля (2012)
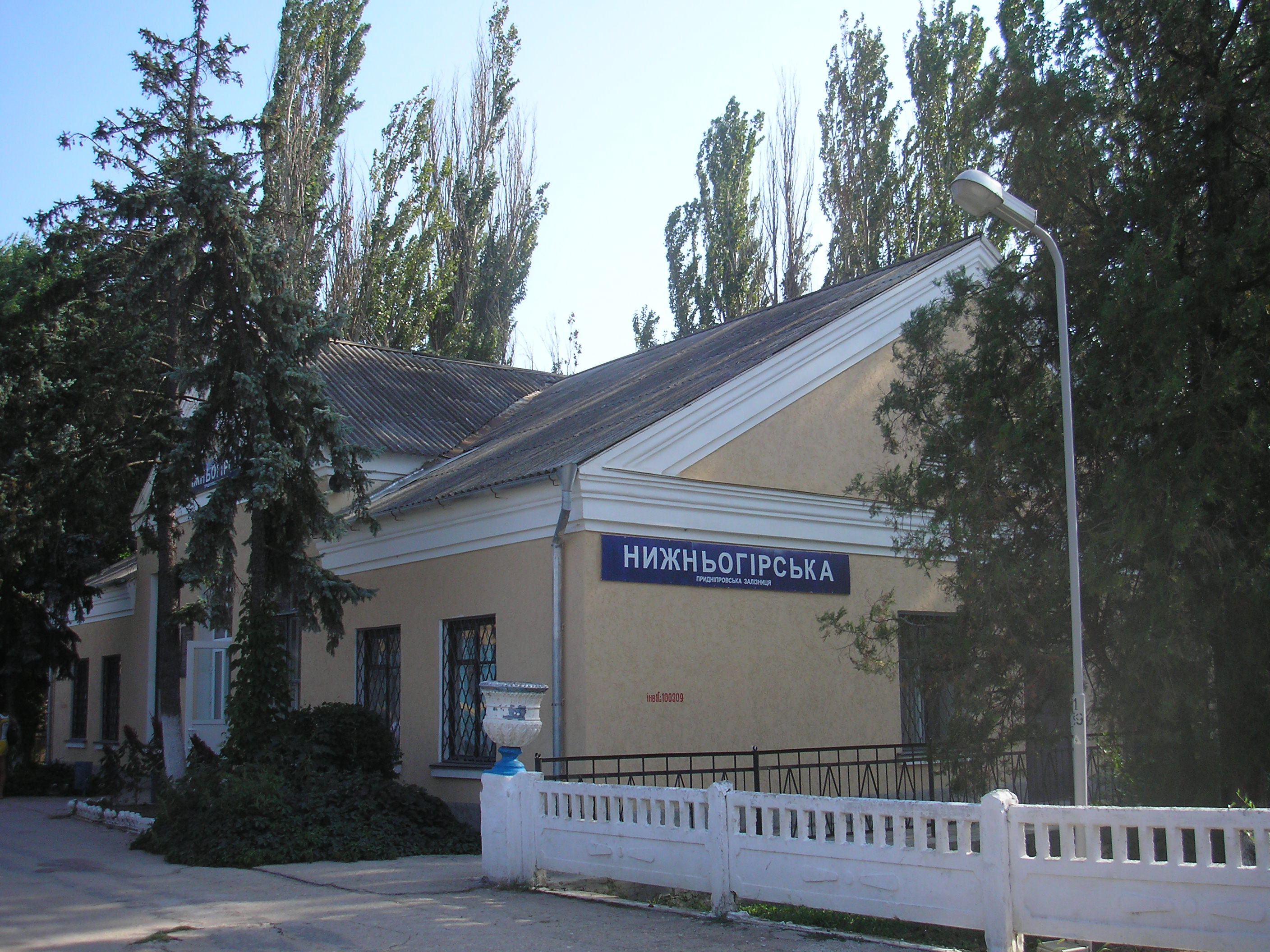
Вокзал станції Нижньогірська (2013)
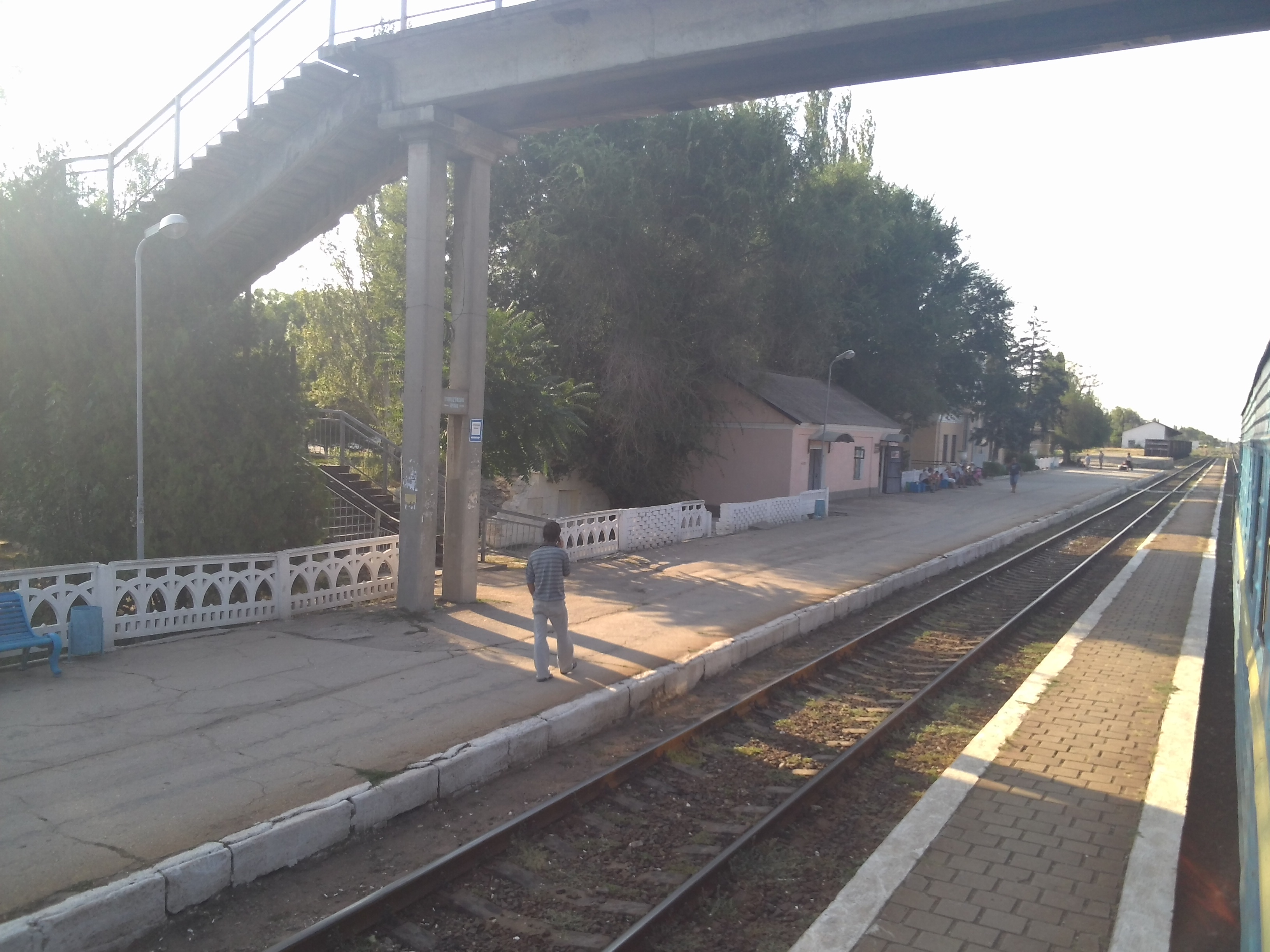
Платформи станції Нижньогірська (24 серпня 2012)
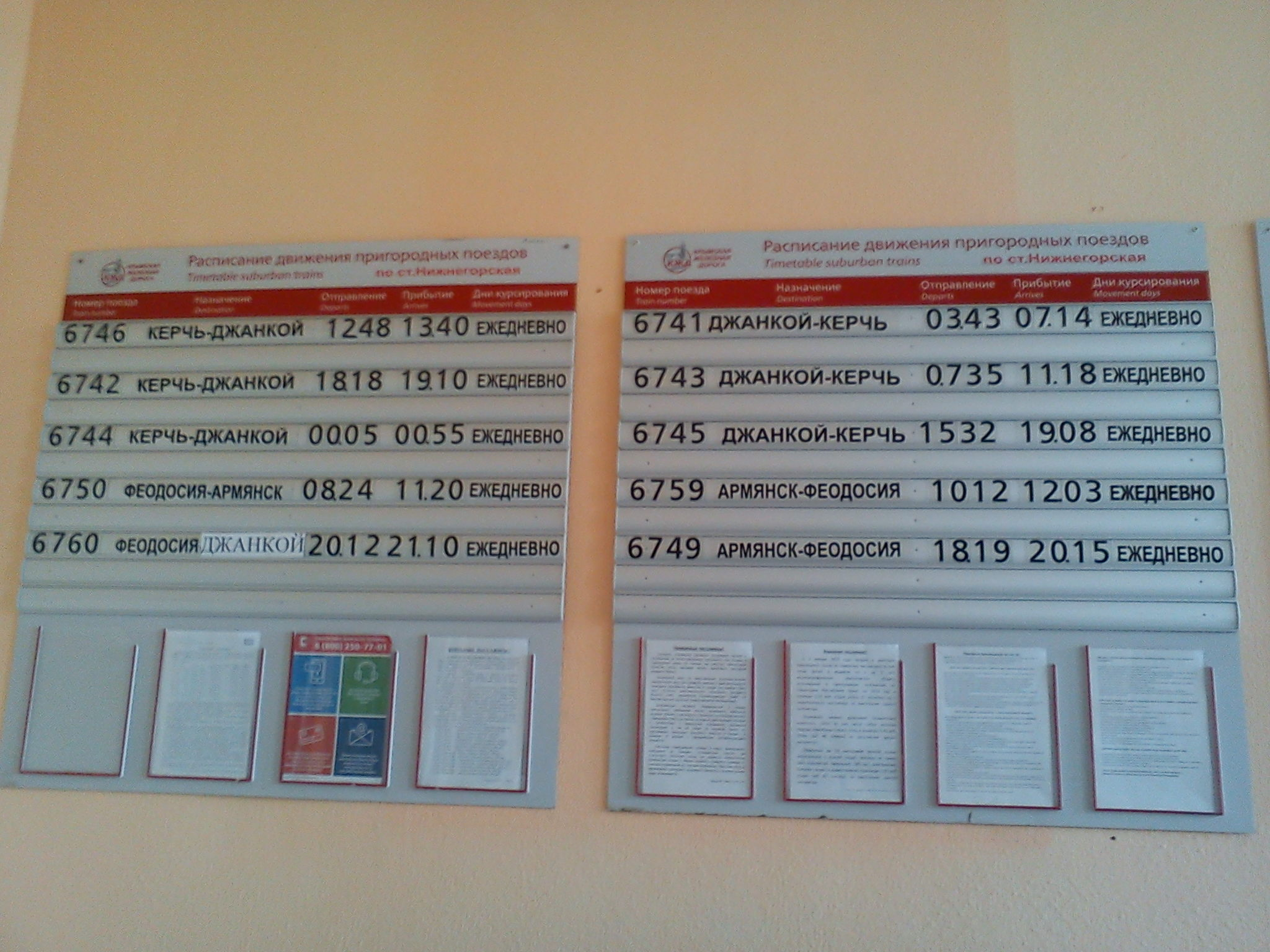
Розклад руху приміських поїздів (березень 2019)
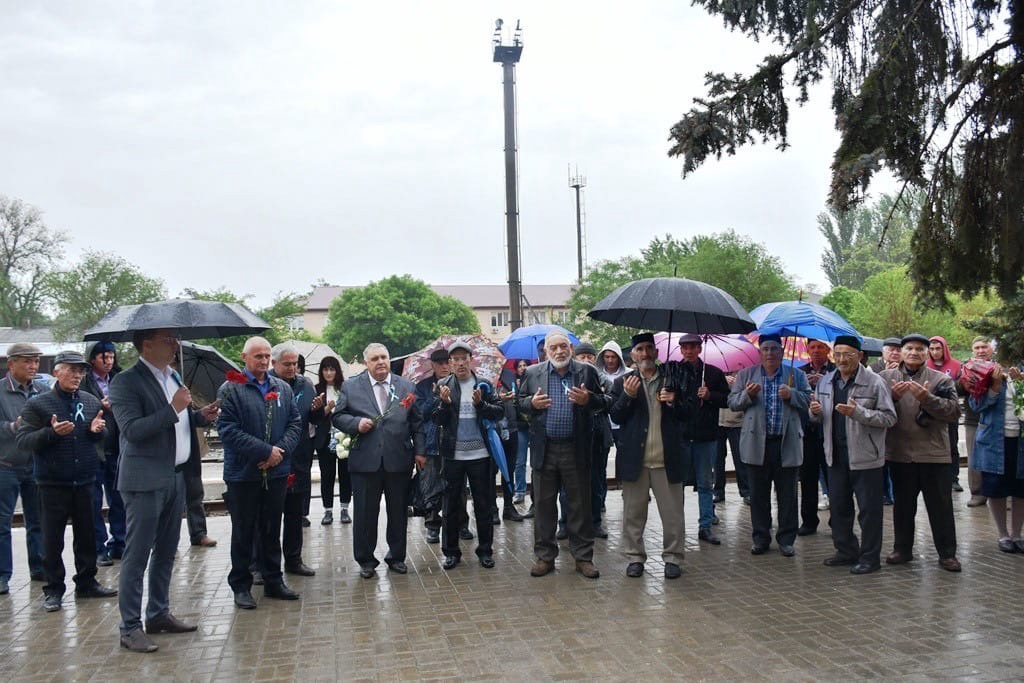
Акція пам'яті жертв депортації на станції Нижньогірська (18 травня 2022)